# Sais schatzi
Sais schatzi är en fjärilsart som beskrevs av Jose Francisco Zikán 1941. Sais schatzi ingår i släktet Sais och familjen praktfjärilar. Inga underarter finns listade.